# Jean de Vieuxpont
Jean de Vieuxpont (né le 23 avril 1559 et mort le 16 aout 1623) est un ecclésiastique, évêque de Meaux de 1602 à 1623.

## Biographie
Jean de Vieuxpont est issu d'une famille noble originaire de la région de Sées en Normandie, qui s'est illustrée dans le métier des armes et dans la noblesse de robe. Il est un fils cadet de Guillaume de Vieuxpont, seigneur de Chailloué et de Messey, et de Madeleine de La Bertherie. On ne connait rien de son éducation ; il est écuyer et ne possède sans doute pas de « haut degré » dans l'université lorsqu'il succède en 1589 à son oncle Claude de Vieuxpont comme commendataire de l'abbaye Saint-Jean-Baptiste de Falaise puis à un autre membre de sa famille comme « grand-chantre » du chapitre de chanoines de la cathédrale Notre-Dame de Sées. En 1595 il est député de la province ecclésiastique de Rouen à l'Assemblée du clergé. L'évêché de Meaux est de facto vacant depuis près de dix ans au cours desquels plusieurs candidats au siège épiscopal sont récusés par le Saint-Siège. Les raisons du choix par le pouvoir royal de Jean de Vieuxpont comme évêque demeurent obscures. Il est désigné dès 1601, nommé en avril 1602 et consacré en février de l'année suivante dans la chapelle Sainte-Geneviève par l'archevêque de Paris.
En 1608 il obtient un arrêt du Parlement pour retirer des églises les armes des « hérétiques » et leur sépulture. Il participe à l'Assemblée du clergé de 1612 qui condamne les thèses d'Edme Richer, syndic de la Faculté de théologie de Paris, aux États généraux de 1614 et à l'Assemblée du clergé de 1615 comme représentant de la province ecclésiastique de Sens. En 1620 il fait réformer par la Congrégation de Saint-Maur les abbayes de Saint-Faron et de Saint-Fiacre de son diocèse de Meaux. Dès son accession à l'évêché, il avait fait venir auprès de lui son neveu Jean de Belleau qu'il forme et destine à sa succession. Il meurt subitement le 16 août 1623.